# PGC 2322
LEDA/PGC 2322 ist eine Elliptische Galaxie vom Hubble-Typ E0 im Sternbild Fische auf der Ekliptik, die schätzungsweise 551 Millionen Lichtjahre von der Milchstraße entfernt ist.
Gemeinsam mit NGC 190, PGC 2325 und PGC 2326 bildet sie die Hickson-Kompaktgruppe HCG 5.
Im selben Himmelsareal befinden sich u. a. die Galaxien IC 1565, IC 1566, IC 1567, IC 1568.